# Mistrovství Evropy ve fotbale hráčů do 21 let 2017
Mistrovství Evropy ve fotbale hráčů do 21 let 2017 (polsky Mistrzostwa Europy U-21 w Piłce Nożnej 2017) se konalo v Polsku jakožto 21. ročník tohoto turnaje. Bylo to poprvé, kdy závěrečný evropský turnaj hráčů do 21 let hostilo Polsko. Zároveň se přecházelo na model se 12 účastníky místo původních osmi (schváleno na zasedání UEFA ve švýcarském Nyonu 24. ledna 2014).
Na turnaji mohli hrát fotbalisté narození 1. ledna 1994 nebo později.
Obhájcem titulu z roku 2015 bylo mužstvo Švédska. Vítězem se podruhé v historii stala německá fotbalová reprezentace do 21 let, když ve finále porazila Španělsko 1:0.
Nejlepším střelcem turnaje se stal s 5 góly Španěl Saúl Ñíguez.

## Kvalifikované týmy
- Polsko – automatická kvalifikace jakožto hostitel[6]
- Portugalsko – vítěz kvalifikační skupiny 4[6]
- Dánsko – vítěz kvalifikační skupiny 5[6]
- Anglie – vítěz kvalifikační skupiny 9[6]
- Slovensko – vítěz kvalifikační skupiny 8[7]
- Německo – vítěz kvalifikační skupiny 7[6]
- Česko – vítěz kvalifikační skupiny 1[6]
- Švédsko – vítěz kvalifikační skupiny 6[8]
- Itálie – vítěz kvalifikační skupiny 2[8]
- Makedonie – vítěz kvalifikační skupiny 3[8]
- Španělsko – postup z baráže
- Srbsko – postup z baráže

## Stadiony
V červnu 2016 vybral Polský fotbalový svaz za dějiště šampionátu 6 stadionů:
| Zahajovací utkání a skupina A | Skupina A        | Skupina B        |
| ----------------------------- | ---------------- | ---------------- |
| Lublin                        | Kielce           | Gdyně            |
| Arena Lublin                  | Kolporter Arena  | Stadion GOSiR    |
| Kapacita: 15 500              | Kapacita: 15 500 | Kapacita: 15 139 |
|                               |                  |                  |

| Skupina B                       | Skupina C, semifinále a finále | Skupina C a semifinále  | Kielce Tychy Gdyně Krakov Lublin Bydhošť |
| Bydhošť                         | Krakov                         | Tychy                   | Kielce Tychy Gdyně Krakov Lublin Bydhošť |
| Stadion Zdzisława Krzyszkowiaka | Stadion Cracovii               | Městský stadion (Tychy) | Kielce Tychy Gdyně Krakov Lublin Bydhošť |
| Kapacita: 20 247                | Kapacita: 15 016               | Kapacita: 15 300        | Kielce Tychy Gdyně Krakov Lublin Bydhošť |
|                                 |                                |                         | Kielce Tychy Gdyně Krakov Lublin Bydhošť |

## Rozlosování
Rozlosování do základních skupin proběhlo ve čtvrtek 1. prosince 2016 v 18,00 SEČ v Krakově. Dvanáct mužstev bylo rozděleno do tří skupin, Polsko jakožto hostitel mělo jistou pozici A1 (čili bylo nasazeno do čela základní skupiny A), zbývající mužstva dle koeficientu UEFA. Do každé základní skupiny se nalosoval jeden tým z první skupiny, jeden tým z druhé skupiny a dva týmy ze třetí skupiny (viz tabulka níže).
| Reprezentace | koef.  |
| ------------ | ------ |
| Polsko       | 28,102 |

| Reprezentace | koef.  |
| ------------ | ------ |
| Německo      | 39,037 |
| Portugalsko  | 38,378 |

| Reprezentace | koef.  |
| ------------ | ------ |
| Anglie       | 36,621 |
| Španělsko    | 36,536 |
| Dánsko       | 35,590 |

| Reprezentace | koef.  |
| ------------ | ------ |
| Itálie       | 35,546 |
| Švédsko      | 34,259 |
| Česko        | 33,690 |
| Srbsko       | 31,060 |
| Slovensko    | 31,057 |
| Makedonie    | 23,283 |

Základní skupiny byly nalosovány takto:
| Reprezentace |
| ------------ |
| Polsko       |
| Anglie       |
| Švédsko      |
| Slovensko    |

| Reprezentace |
| ------------ |
| Portugalsko  |
| Španělsko    |
| Makedonie    |
| Srbsko       |

| Reprezentace |
| ------------ |
| Německo      |
| Dánsko       |
| Česko        |
| Itálie       |

## Formát turnaje
Ve třech základních skupinách turnaje se hraje systémem jedenkrát každý s každým. Do semifinále postoupí první tým z každé skupiny plus nejlépe umístěný tým ze druhých míst. Bodování: výhra = 3 body, remíza = 1 bod, prohra = 0 bodů.
Vítězové semifinálových utkání hrají o titul, oba poražení obsadí bronzovou příčku (o třetí místo se nehraje).

### Určení postupujících týmů
Pokud měly dva nebo více týmů po skončení základní skupiny stejný počet bodů, byla pro určení postupujícího použita následující kritéria:
- 1. Vyšší počet bodů získaných ze vzájemných zápasů ve skupině mezi dotyčnými týmy;
- 2. Lepší brankový rozdíl z odehraných zápasů mezi dotyčnými týmy;
- 3. Vyšší počet vstřelených gólů v zápasech mezi dotyčnými týmy;

V případě nadále vyrovnaného pořadí musí rozhodnout další kritéria:
- 4. Lepší brankový rozdíl ze všech zápasů v základní skupině;
- 5. Vyšší počet vstřelených gólů ze všech zápasů v základní skupině;
- 6. Nižší počet nasbíraných disciplinárních bodů týmu (obdržená červená karta každého hráče = 3 body, vyloučení po druhé žluté kartě = 3 body, žlutá karta = 1 bod)
- 7. Pozice reprezentace v žebříčku UEFA do 21 let při losování finálního turnaje.

Pokud mají dva týmy shodný počet bodů a vyrovnané skóre (shodný počet vstřelených a obdržených branek) a hrají poslední zápas v základní skupině proti sobě, a tento zápas remizují, o jejich umístění rozhodne penaltový rozstřel.

## Soupisky
Podrobnější informace naleznete v článku Mistrovství Evropy ve fotbale hráčů do 21 let 2017 – soupisky.

## Skupinová fáze
|  | Postup do semifinále z 1. místa |
|  | Postup do semifinále z 2. místa |

Všechny časy zápasů jsou uvedeny ve středoevropském letním čase (SELČ). Vítěz utkání je označen tučně.

### Základní skupina A
| Tým       | Z | V | R | P | VG | IG | +/− | B |
| --------- | - | - | - | - | -- | -- | --- | - |
| Anglie    | 3 | 2 | 1 | 0 | 5  | 1  | +4  | 7 |
| Slovensko | 3 | 2 | 0 | 1 | 6  | 3  | +3  | 6 |
| Švédsko   | 3 | 0 | 2 | 1 | 2  | 5  | −3  | 2 |
| Polsko    | 3 | 0 | 1 | 2 | 3  | 7  | −4  | 1 |

| 16. 6. 2017 18:00 |        |        |                                                                           |
| Švédsko           | 0 : 0  | Anglie | Kolporter Arena, Kielce diváci: 11 672 rozhodčí: Tobias Stieler (Německo) |
|                   | Report |        | Kolporter Arena, Kielce diváci: 11 672 rozhodčí: Tobias Stieler (Německo) |

| 16. 6. 2017 20:45 |        |                          |                                                                             |
| Polsko            | 1 : 2  | Slovensko                | Arena Lublin, Lublin diváci: 14 911 rozhodčí: Serdar Gözübüyük (Nizozemsko) |
| Lipski 1'         | Report | Valjent 20' Šafranko 78' | Arena Lublin, Lublin diváci: 14 911 rozhodčí: Serdar Gözübüyük (Nizozemsko) |

| 19. 6. 2017 18:00 |        |                        |                                                                            |
| Slovensko         | 1 : 2  | Anglie                 | Kolporter Arena, Kielce diváci: 12 087 rozhodčí: Gediminas Mažeika (Litva) |
| Chrien 23'        | Report | Mawson 50' Redmond 61' | Kolporter Arena, Kielce diváci: 12 087 rozhodčí: Gediminas Mažeika (Litva) |

| 19. 6. 2017 20:45               |        |                                |                                                                         |
| Polsko                          | 2 : 2  | Švédsko                        | Arena Lublin, Lublin diváci: 14 651 rozhodčí: Slavko Vinčić (Slovinsko) |
| Moneta 6' Kownacki 90+1' (pen.) | Report | Strandberg 36' Une Larsson 41' | Arena Lublin, Lublin diváci: 14 651 rozhodčí: Slavko Vinčić (Slovinsko) |

| 22. 6. 2017 20:45                   |        |        |                                                                            |
| Anglie                              | 3 : 0  | Polsko | Kolporter Arena, Kielce diváci: 13 176 rozhodčí: Harald Lechner (Rakousko) |
| Gray 6' Murphy 69' Baker 82' (pen.) | Report |        | Kolporter Arena, Kielce diváci: 13 176 rozhodčí: Harald Lechner (Rakousko) |

| 22. 6. 2017 20:45               |        |         |                                                                             |
| Slovensko                       | 3 : 0  | Švédsko | Arena Lublin, Lublin diváci: 11 203 rozhodčí: Jesús Gil Manzano (Španělsko) |
| Chrien 5' Mihalík 22' Šatka 73' | Report |         | Arena Lublin, Lublin diváci: 11 203 rozhodčí: Jesús Gil Manzano (Španělsko) |

### Základní skupina B
| Tým         | Z | V | R | P | VG | IG | +/− | B |
| ----------- | - | - | - | - | -- | -- | --- | - |
| Španělsko   | 3 | 3 | 0 | 0 | 9  | 1  | +8  | 9 |
| Portugalsko | 3 | 2 | 0 | 1 | 7  | 5  | +2  | 6 |
| Srbsko      | 3 | 0 | 1 | 2 | 2  | 5  | −3  | 1 |
| Makedonie   | 3 | 0 | 1 | 2 | 4  | 11 | −7  | 1 |

| 17. 6. 2017 18:00        |        |        |                                                                                            |
| Portugalsko              | 2 : 0  | Srbsko | Stadion Zdzisława Krzyszkowiaka, Bydhošť diváci: 10 724 rozhodčí: Benoît Bastien (Francie) |
| Guedes 37' Fernandes 88' | Report |        | Stadion Zdzisława Krzyszkowiaka, Bydhošť diváci: 10 724 rozhodčí: Benoît Bastien (Francie) |

| 17. 6. 2017 20:45                                    |        |           |                                                                        |
| Španělsko                                            | 5 : 0  | Makedonie | Stadion GOSiR, Gdyně diváci: 8 269 rozhodčí: Harald Lechner (Rakousko) |
| Ñíguez 10' Asensio 16', 54', 72' Deulofeu 35' (pen.) | Report |           | Stadion GOSiR, Gdyně diváci: 8 269 rozhodčí: Harald Lechner (Rakousko) |

| 20. 6. 2017 18:00          |        |                              |                                                                                         |
| Srbsko                     | 2 : 2  | Makedonie                    | Stadion Zdzisława Krzyszkowiaka, Bydhošť diváci: 5 121 rozhodčí: Bobby Madden (Skotsko) |
| Gaćinović 24' Đurđević 90' | Report | Bardhi 64' (pen.) Ďorděv 83' | Stadion Zdzisława Krzyszkowiaka, Bydhošť diváci: 5 121 rozhodčí: Bobby Madden (Skotsko) |

| 20. 6. 2017 20:45 |        |                                      |                                                                        |
| Portugalsko       | 1 : 3  | Španělsko                            | Stadion GOSiR, Gdyně diváci: 13 832 rozhodčí: Tobias Stieler (Německo) |
| Bruma 77'         | Report | Ñíguez 21' Sandro 65' Williams 90+3' | Stadion GOSiR, Gdyně diváci: 13 832 rozhodčí: Tobias Stieler (Německo) |

| 23. 6. 2017 20:45       |        |                                    |                                                                        |
| Makedonie               | 2 : 4  | Portugalsko                        | Stadion GOSiR, Gdyně diváci: 7 533 rozhodčí: Ivan Kružliak (Slovensko) |
| Bardhi 40' Markoski 80' | Report | Ié 2' Bruma 22', 90+1' Podence 57' | Stadion GOSiR, Gdyně diváci: 7 533 rozhodčí: Ivan Kružliak (Slovensko) |

| 23. 6. 2017 20:45 |        |            |                                                                                             |
| Srbsko            | 0 : 1  | Španělsko  | Stadion Zdzisława Krzyszkowiaka, Bydhošť diváci: 12 058 rozhodčí: Gediminas Mažeika (Litva) |
|                   | Report | Suárez 38' | Stadion Zdzisława Krzyszkowiaka, Bydhošť diváci: 12 058 rozhodčí: Gediminas Mažeika (Litva) |

### Základní skupina C
| Tým     | Z | V | R | P | VG | IG | +/− | B |
| ------- | - | - | - | - | -- | -- | --- | - |
| Itálie  | 3 | 2 | 0 | 1 | 4  | 3  | +1  | 6 |
| Německo | 3 | 2 | 0 | 1 | 5  | 1  | +4  | 6 |
| Dánsko  | 3 | 1 | 0 | 2 | 4  | 7  | −3  | 3 |
| Česko   | 3 | 1 | 0 | 2 | 5  | 7  | −2  | 3 |

| 18. 6. 2017 18:00    |        |       |                                                                               |
| Německo              | 2 : 0  | Česko | Městský stadion, Tychy diváci: 14 051 rozhodčí: Jesús Gil Manzano (Španělsko) |
| Meyer 44' Gnabry 50' | Report |       | Městský stadion, Tychy diváci: 14 051 rozhodčí: Jesús Gil Manzano (Španělsko) |

| 18. 6. 2017 20:45 |        |                            |                                                                            |
| Dánsko            | 0 : 2  | Itálie                     | Stadion Cracovii, Krakov diváci: 8 754 rozhodčí: Ivan Kružliak (Slovensko) |
|                   | Report | Pellegrini 54' Petagna 86' | Stadion Cracovii, Krakov diváci: 8 754 rozhodčí: Ivan Kružliak (Slovensko) |

| 21. 6. 2017 18:00                  |        |             |                                                                          |
| Česko                              | 3 : 1  | Itálie      | Městský stadion, Tychy diváci: 13 251 rozhodčí: Benoît Bastien (Francie) |
| Trávník 24' Havlík 79' Lüftner 85' | Report | Berardi 70' | Městský stadion, Tychy diváci: 13 251 rozhodčí: Benoît Bastien (Francie) |

| 21. 6. 2017 20:45             |        |        |                                                                         |
| Německo                       | 3 : 0  | Dánsko | Stadion Cracovii, Krakov diváci: 9 298 rozhodčí: Bobby Madden (Skotsko) |
| Selke 53' Kempf 73' Amiri 79' | Report |        | Stadion Cracovii, Krakov diváci: 9 298 rozhodčí: Bobby Madden (Skotsko) |

| 24. 6. 2017 20:45 |        |         |                                                                             |
| Itálie            | 1 : 0  | Německo | Stadion Cracovii, Krakov diváci: 14 039 rozhodčí: Slavko Vinčić (Slovinsko) |
| Bernardeschi 31'  | Report |         | Stadion Cracovii, Krakov diváci: 14 039 rozhodčí: Slavko Vinčić (Slovinsko) |

| 24. 6. 2017 20:45    |        |                                               |                                                         |
| Česko                | 2 : 4  | Dánsko                                        | Městský stadion, Tychy rozhodčí: Bobby Madden (Skotsko) |
| Schick 27' Chorý 54' | Report | Andersen 23' Zohore 35', 73' Ingvartsen 90+1' | Městský stadion, Tychy rozhodčí: Bobby Madden (Skotsko) |

### Tabulka týmů z druhých míst
| Tabulka týmů na druhých místech v základních skupinách | Tabulka týmů na druhých místech v základních skupinách | Tabulka týmů na druhých místech v základních skupinách | Tabulka týmů na druhých místech v základních skupinách | Tabulka týmů na druhých místech v základních skupinách | Tabulka týmů na druhých místech v základních skupinách | Tabulka týmů na druhých místech v základních skupinách | Tabulka týmů na druhých místech v základních skupinách | Tabulka týmů na druhých místech v základních skupinách | Tabulka týmů na druhých místech v základních skupinách | Tabulka týmů na druhých místech v základních skupinách | Tabulka týmů na druhých místech v základních skupinách | Tabulka týmů na druhých místech v základních skupinách | Tabulka týmů na druhých místech v základních skupinách | Tabulka týmů na druhých místech v základních skupinách | Tabulka týmů na druhých místech v základních skupinách |
| Poř.                                                   | Tým                                                    | Skupina                                                | Z                                                      | V                                                      | R                                                      | P                                                      | VG                                                     | IG                                                     | +/-                                                    | B                                                      | Žlutá karta                                            | Vyloučení po druhé žluté kartě                         | Červená karta                                          | Disc. body                                             | Koef.                                                  |
| ------------------------------------------------------ | ------------------------------------------------------ | ------------------------------------------------------ | ------------------------------------------------------ | ------------------------------------------------------ | ------------------------------------------------------ | ------------------------------------------------------ | ------------------------------------------------------ | ------------------------------------------------------ | ------------------------------------------------------ | ------------------------------------------------------ | ------------------------------------------------------ | ------------------------------------------------------ | ------------------------------------------------------ | ------------------------------------------------------ | ------------------------------------------------------ |
| 1.                                                     | Německo                                                | C                                                      | 3                                                      | 2                                                      | 0                                                      | 1                                                      | 5                                                      | 1                                                      | +4                                                     | 6                                                      | 6                                                      | 0                                                      | 0                                                      | 6                                                      | 39,037                                                 |
| 2.                                                     | Slovensko                                              | A                                                      | 3                                                      | 2                                                      | 0                                                      | 1                                                      | 6                                                      | 3                                                      | +3                                                     | 6                                                      | 4                                                      | 0                                                      | 0                                                      | 4                                                      | 31,057                                                 |
| 3.                                                     | Portugalsko                                            | B                                                      | 3                                                      | 2                                                      | 0                                                      | 1                                                      | 7                                                      | 5                                                      | +2                                                     | 6                                                      | 9                                                      | 0                                                      | 1                                                      | 12                                                     | 38,378                                                 |

## Vyřazovací fáze
Všechny časy zápasů jsou uvedeny ve středoevropském letním čase (SELČ). Vítěz utkání je označen tučně.

### Pavouk
|  | Semifinále                            | Semifinále |   |  | Finále                                | Finále |  |
|  |                                       |            |   |  |                                       |        |  |
|  | 27. června – Městský stadion, Tychy   |            |   |  |                                       |        |  |
|  | Anglie                                | 2 (3)      |   |  |                                       |        |  |
|  | Německo (p)                           | 2 (4)      |   |  |                                       |        |  |
|  |                                       |            |   |  |                                       |        |  |
|  |                                       |            |   |  | 30. června – Stadion Cracovii, Krakov |        |  |
|  |                                       |            |   |  | Německo                               | 1      |  |
|  |                                       | Španělsko  | 0 |  |                                       |        |  |
|  |                                       |            |   |  |                                       |        |  |
|  |                                       |            |   |  |                                       |        |  |
|  |                                       |            |   |  |                                       |        |  |
|  | 27. června – Stadion Cracovii, Krakov |            |   |  |                                       |        |  |
|  | Španělsko                             | 3          |   |  |                                       |        |  |
|  | Itálie                                | 1          |   |  |                                       |        |  |

### Semifinále
| 27. 6. 2017 18:00    |            |                      |                                                                           |
| Anglie               | 2 : 2 (PP) | Německo              | Městský stadion, Tychy diváci: 13 214 rozhodčí: Gediminas Mažeika (Litva) |
| Gray 41' Abraham 50' | Report     | Selke 35' Platte 70' | Městský stadion, Tychy diváci: 13 214 rozhodčí: Gediminas Mažeika (Litva) |

|                                            |       | Penaltový rozstřel                  |  |
| Baker Abraham Chilwell Ward-Prowse Redmond | 3 : 4 | Arnold Gerhardt Philipp Meyer Amiri |  |

| 27. 6. 2017 21:00  |        |                  |                                                                             |
| Španělsko          | 3 : 1  | Itálie           | Stadion Cracovii, Krakov diváci: 13 105 rozhodčí: Slavko Vinčić (Slovinsko) |
| Ñíguez 53, 65, 74' | Report | Bernardeschi 62' | Stadion Cracovii, Krakov diváci: 13 105 rozhodčí: Slavko Vinčić (Slovinsko) |

### Finále
| 30. 6. 2017 20:45 |        |           |                                                                            |
| Německo           | 1 : 0  | Španělsko | Stadion Cracovii, Krakov diváci: 14 059 rozhodčí: Benoît Bastien (Francie) |
| Weiser 40'        | Report |           | Stadion Cracovii, Krakov diváci: 14 059 rozhodčí: Benoît Bastien (Francie) |

## Střelci
Ve 21 zápasech padlo celkem 65 gólů.
5 gólů
- Saúl Ñíguez

3 góly
- Bruma
- Marco Asensio

2 góly
- Kenneth Zohore
- Demarai Gray
- Davie Selke
- Enis Bardhi
- Martin Chrien
- Federico Bernardeschi

1 gól
- Tomáš Chorý
- Marek Havlík
- Michael Lüftner
- Patrik Schick
- Michal Trávník
- Lucas Andersen
- Marcus Ingvartsen
- Tammy Abraham
- Lewis Baker
- Alfie Mawson
- Jacob Murphy
- Nathan Redmond
- Nadiem Amiri
- Serge Gnabry
- Marc-Oliver Kempf
- Max Meyer
- Felix Platte
- Mitchell Weiser
- Domenico Berardi
- Lorenzo Pellegrini
- Andrea Petagna
- Nikola Ďorděv
- Kire Markoski
- Dawid Kownacki
- Patryk Lipski
- Łukasz Moneta
- Bruno Fernandes
- Gonçalo Guedes
- Edgar Ié
- Daniel Podence
- Uroš Đurđević
- Mijat Gaćinović
- Jaroslav Mihalík
- Pavol Šafranko
- Ľubomír Šatka
- Martin Valjent
- Gerard Deulofeu
- Sandro Ramírez
- Iñaki Williams
- Denis Suárez
- Jacob Une Larsson
- Carlos Strandberg

## All-star sestava šampionátu
Zdroje:
| Post      | Hráč                  |
| --------- | --------------------- |
| Brankář   | Julian Pollersbeck    |
| Obránci   | Jeremy Toljan         |
| Obránci   | Milan Škriniar        |
| Obránci   | Niklas Stark          |
| Obránci   | Yannick Gerhardt      |
| Záložníci | Maximilian Arnold     |
| Záložníci | Dani Ceballos         |
| Záložníci | Max Meyer             |
| Záložníci | Saúl Ñíguez           |
| Útočníci  | Marco Asensio         |
| Útočníci  | Federico Bernardeschi |

## Oficiální sponzoři šampionátu
- Adidas[19]
- Carlsberg[20]
- Coca-Cola[21]
- Continental[22]
- Turkish Airlines[23]
- Hisense[24]
- SOCAR[25]
- McDonald's[26]
- Cinkciarz[27]
- Hyundai[28]